# Yuki-Wappotalen

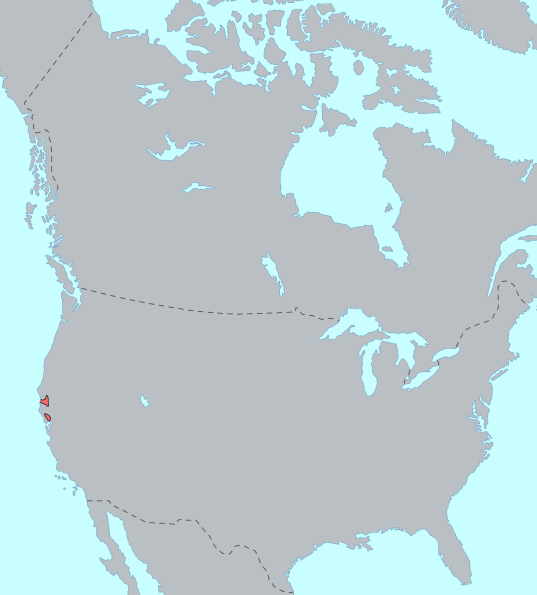
Oorspronkelijke verbreiding van de Yuki-Wappotalen

De Yuki-Wappotalen vormen een uitgestorven taalfamilie van twee in de verte verwante indiaanse talen, gesproken door de Yuki en de Wappo in het noorden van de huidige Amerikaanse staat Californië. De talen gingen mogelijk tussen 2000 en 1000 v.Chr. uit elkaar. De territoria van de Yuki en Wappo grensden ten tijde van de Europese kolonisatie niet aan elkaar. Er zijn verschillende verklaringen voor deze scheiding gegeven:
- Migratie van Pomosprekende groepen heeft de Wappo van de Yuki gescheiden.
- De Yuki en Wappo zijn in twee aparte migraties Noord-Californië binnengekomen.
- Sprekers van Wappo zijn na verloop van tijd uit het oorspronkelijke Yuki-Wappogebied naar het zuiden gemigreerd.

De familie bestaat uit de volgende talen:
- Yuki (†)
- Wappo (†)

De laatste spreker van Wappo stierf in 1990. Het Yuki was al eerder verdwenen.
De Yuki-Wappotalen zijn niet bewezen verwant aan andere talen. Wel zijn ze in het verleden geschaard onder de superfamilies van de Hokantalen en de Penutische talen. Ook is verondersteld dat er een relatie zou zijn met de Sioux-Catawbatalen.